# Ryan Grantham
Ryan Grantham (* 20. Juni/ 30. November 1998 in British Columbia, Kanada) ist ein kanadischer ehemaliger Schauspieler und Synchronsprecher. Bekannt wurde er durch Rollen in Das Kabinett des Doktor Parnassus, Gregs Tagebuch und Riverdale. 2022 wurde er wegen Mordes an seiner Mutter zu lebenslanger Haft verurteilt.

## Karriere
Ryan Grantham wurde als Sohn von Barbara Waite (1955–2020) in British Columbia, Kanada, geboren. Grantham begann im Alter von neun Jahren mit der Schauspielerei, 2007 ergatterte er seine erste Rolle in dem Fernsehfilm „Das Geheimnis des Nussknackers“. Danach spielte er in dem Film Jumper als fünfjähriger David. Nach diesen Rollen wurden Grantham zunehmend Schauspielarbeiten für Fernsehen, Film und Werbespots angeboten. Bekannt wurde er ab 2009 mit Rollen in Filmen wie Das Kabinett des Doktor Parnassus und Gregs Tagebuch. 2019 war Grantham in einer Folge der Fernsehserie Riverdale zu sehen.

## Mord an der Mutter
Am 31. März 2020 erschoss Grantham seine 64-jährige Mutter in Squamish, British Columbia, während sie zu Hause am Klavier saß. Er filmte den Vorfall mit einer tragbaren Videokamera. Grantham plante daraufhin, Premierminister Justin Trudeau in dessen Haus in Rideau Cottage zu ermorden. Grantham fuhr 125 Meilen in die Stadt Hope, änderte aber seine Meinung und fuhr nach Vancouver, wo er eine Massenerschießung plante, möglicherweise auf dem Campus der Simon Fraser University oder auf der Lions Gate Bridge. Dort angekommen, gab er auf und stellte sich. Er stand zu diesem Zeitpunkt stark unter dem Einfluss von Betäubungsmitteln.

## Verurteilung
Nach einem Prozess am 23. September 2022 bekannte sich Grantham des Mordes zweiten Grades schuldig, nachdem er zunächst wegen Mordes ersten Grades angeklagt worden war. Während des Prozesses gaben seine Anwälte an, dass er vor seiner Tat an einer Angststörung, einer depressiven Störung und Selbstmordgedanken litt. Sie versuchten auch, ihn in ein Nicht-Hochsicherheitsgefängnis zu bringen, nachdem sie behaupteten, seine geringe Statur würde ihn zur Zielscheibe durch andere Insassen machen. Grantham wurde zu lebenslanger Haft verurteilt. Nach 14 Jahren kann er auf Bewährung entlassen werden.

## Filmografie
Film
- 2008: Jumper
- 2008: The Escape of Conrad Lard-Bottom  (Kurzfilm)
- 2008: Slap Shot 3 (Slap Shot 3: The Junior League, Heimvideoveröffentlichung)
- 2008: The Anachronism (Kurzfilm)
- 2009: Das Kabinett des Doktor Parnassus (The Imaginarium of Doctor Parnassus)
- 2009: Santa Buddies – Auf der Suche nach Santa Pfote (Santa Buddies)
- 2010: Gregs Tagebuch – Von Idioten umzingelt! (Diary of a Wimpy Kid)
- 2010: Höhe
- 2010: Liz (Kurzfilm)
- 2012: Barrikade (Regie)
- 2012: Becoming Redwood
- 2014: Way of the Wicked
- 2016: In Anbetracht der Liebe und anderer Magie

Fernsehen
- 2007: Das Geheimnis des Nussknackers
- 2008: Tornado – Niemand wird ihm entkommen (Storm Cell)
- 2008: Trial by Fire
- 2008: Die Wache (Fernsehserie, 1 Folge)
- 2009: Harpers Insel (Fernsehserie, 1 Folge)
- 2009: Die Truppe (Fernsehserie, 1 Folge)
- 2009–2010: Riese (Miniserie)
- 2010: Goblin
- 2010: Eine Eisweihnacht (Eisbeben)
- 2010: Eine total verrückte Bescherung (Battle of the Bulbs)
- 2011: Kits
- 2012: Smart Cookies
- 2012: Das Ende der Welt – Die 12 Prophezeiungen der Maya (The 12 Disasters of Christmas)
- 2013: The Carpenter’s Miracle
- 2013: Falling Skies (Fernsehserie, 1 Folge)
- 2014: Some Assembly Required (Fernsehserie, 1 Folge)
- 2015: iZombie (Fernsehserie, 1 Folge)
- 2015: Perfect High
- 2008–2015: Supernatural (Fernsehserie, 2 Folgen)
- 2019: Unspeakable (Miniserie, 1 Folge)
- 2019: Undercover Cheerleader
- 2019: Riverdale (Fernsehserie, 1 Folge)

Synchronrollen
- 2011: Marley & Me: The Puppy Years